# Puttur, Chittoor
Puttur là một thị trấn thống kê (census town) của huyện Chittoor thuộc bang Andhra Pradesh, Ấn Độ.

## Địa lý
Puttur có vị trí 13°27′B 79°33′Đ / 13,45°B 79,55°Đ Nó có độ cao trung bình là 144 mét (472 feet).

## Nhân khẩu
Theo điều tra dân số năm 2001 của Ấn Độ, Puttur có dân số 29.337 người. Phái nam chiếm 50% tổng số dân và phái nữ chiếm 50%. Puttur có tỷ lệ 71% biết đọc biết viết, cao hơn tỷ lệ trung bình toàn quốc là 59,5%: tỷ lệ cho phái nam là 79%, và tỷ lệ cho phái nữ là 64%. Tại Puttur, 11% dân số nhỏ hơn 6 tuổi.